# Congrés del Poble Tàtar de Crimea

Bandera del poble tàtar de Crimea

El Congrés del Poble Tàtar de Crimea (en tàrtar Qırımtatar Milliy Meclisi) és un organisme que s'erigeix com a representant dels tàtars de Crimea que viuen a la República de Crimea, a Rússia, (l'antiga República Autònoma de Crimea d'Ucraïna). El primer president del Mejlis (que pot traduir-se com «congrés» o «assemblea»), va ser des de 1998 Mustafa Abdülcemil Qırımoğlu, també conegut com a Mustafá Dzhemílev. Des de 2013 el càrrec correspon a Refat Chubárov i el vicepresident n'és Nariman Celâl.

## Història

### Antecedents
Els tàtars de Crimea que viuen en aquesta península són 300.000, el 12% dels 2,5 milions d'habitants de Crimea. Parlen l'ucraïnès, el tàtar de Crimea i el rus. Són musulmans sunnites. Originàriament, els tàrtars de Crimea eren els habitants majoritaris d'aquesta regió, però durant el govern de Stalin la majoria van ser expulsats a territoris asiàtics, i els que han retornat manifesten no ser tractats encara en igualtat de condicions. No obstant això, el 2010, alguns polítics de Crimea de tendència pro-rusa (els russos són el 62% de la població), van acusar el Mejlis de ser una organització «criminal i inconstitucional».

### Creació
El Mejlis (o Medzhlís) va ser fundat el 1991 amb l'objectiu que els tàtars de Crimea tinguessin una veu única davant el govern central d'Ucraïna i els organismes internacionals. L'11 de febrer de 1991 van entrar a formar part, com a membres fundadors, de l'Organització de Nacions i Pobles No Representats. El 30 de juny d'aquell any, 14 diputats tàtar-crimeans triats democràticament van entrar a formar part per primera vegada del Consell Suprem de Crimea, parlament unicameral format per cent membres de la República Autònoma de Crimea, que pertanyia a Ucraïna. L'organisme va ser presidit des de 1998 per Mustafa Abdülcemil Qırımoğdl.

### Crisi de Crimea
Des d'octubre de 2013 va assumir la presidència Refat Chubárov, que després de l'inici de la Crisi de Crimea de 2014, va adoptar postures pro-ucraïneses. El 6 de març, el president del Mejlis va anunciar que els tàtars de Crimea boicotejarien el referèndum sobre l'estatus polític de Crimea de 2014.
El 21 d'abril, encara en el marc de l'adhesió de Crimea i Sebastòpol a la Federació Russa, el president rus Vladímir Putin va aprovar iniciatives relacionades amb el reconeixement de la població tàtara en la nova República de Crimea, amb un decret per a rehabilitar els tàtars i altres minories de Crimea que van ser reprimits durant l'estalinisme, en la dècada de 1940.